# 田廣煥
田廣煥（韓語：전광환，1982年7月29日—）是一位韩国足球运动员。现效力于富川。在中国有时被误译为全光煥。